# Mandato británico de Palestina
El mandato británico de Palestina fue una administración territorial encomendada por la Sociedad de Naciones al Reino Unido en Oriente Medio, tras la Primera Guerra Mundial y como parte de la partición del Imperio otomano, con el estatus de territorio bajo mandato. El territorio sobre el que se estableció correspondía a la región meridional del Levante mediterráneo, una región que el Imperio otomano perdió como consecuencia de su derrota en la guerra.
Aunque el Reino Unido de Gran Bretaña e Irlanda administraba estos territorios de facto desde 1917, el Mandato entró en vigor el 29 de septiembre de 1922 y expiró el 14 de mayo de 1948. En un primer momento incluyó los actuales territorios de Jordania, Israel y la actual Palestina, si bien a partir de septiembre de 1922 el Reino Unido separó la parte oriental del mismo, creando el Emirato de Transjordania.

## Establecimiento del Mandato británico

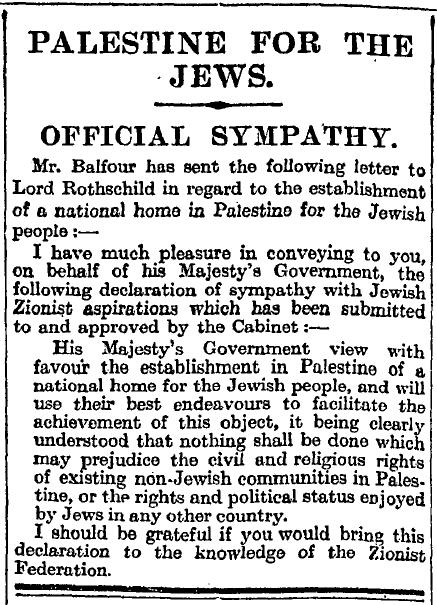
Carta de establecimiento del gobierno británico en Palestina.

El interés británico se debió al crecimiento de las empresas establecidas en las colonias británicas del sur de Asia a principios del siglo XIX, así como al posterior interés en sostener el frente ruso y estimular el esfuerzo bélico estadounidense mediante al apoyo durante la Primera Guerra Mundial.
Antes de que finalizara la Primera Guerra Mundial, la región de Palestina formaba parte del Imperio otomano. Los británicos, bajo el mando del General Edmund Allenby, derrotaron al ejército turco en 1917 y ocuparon Siria y Palestina. Este territorio fue administrado por los británicos hasta que terminó la guerra. La administración militar británica acabó con la inanición, mejoró las condiciones de vida, redujo el número de enfermedades y muertes, y mejoró el suministro de agua a Jerusalén. Además, redujo la corrupción subiendo los salarios de los jueces árabes y judíos[cita requerida]. Las comunicaciones también se mejoraron gracias al tren y las líneas telegráficas[cita requerida].
El Reino Unido de Gran Bretaña e Irlanda había recibido el control de Palestina gracias al Tratado de Sèvres, el cual establecía la Sociedad de Naciones en 1920. Herbert Samuel, que había participado en la Declaración Balfour, fue nombrado primer Alto Comisionado de Palestina. Durante la Primera Guerra Mundial, los británicos habían hecho dos promesas sobre sus territorios en Oriente Medio. En primer lugar, prometieron a los árabes de la zona, a través de su agente Lawrence de Arabia, que obtendrían la independencia para crear un gran Estado árabe unido, que abarcaría todo Oriente Medio. Pero los británicos también habían prometido que se crearía un "hogar nacional judío" en Palestina, tal como se había establecido en la Declaración Balfour en 1917.
Los británicos habían asegurado previamente a los hachemitas que les entregarían la gran mayoría de los territorios de la zona en agradecimiento por su ayuda durante la Rebelión Árabe, acontecida durante la Primera Guerra Mundial. En 1920, en la Conferencia de San Remo (Italia), la Sociedad de Naciones asignó el mandato sobre Palestina al Reino Unido. Este territorio incluía lo que más tarde sería el Estado de Israel, la Franja de Gaza, Cisjordania, parte de los Altos del Golán y el Reino de Jordania. Según el censo de 1922, la gran mayoría de los 757.182 habitantes de esta región multiétnica eran árabes de religión musulmana (incluyendo 590.390 musulmanes suníes y 156.000 chiíes, así como una población beduina de unos 73.000 habitantes concentrada en el área de Beerseba y al sur y al este de esta localidad), seguidos por judíos (83.694, que eran el 11 % del total y eran en su mayoría inmigrantes askenazíes). Otros grupos minoritarios eran los drusos, sirios, sudaneses, caucásicos, egipcios, griegos y árabes del Hiyaz.
En junio de 1922, la Sociedad de Naciones estableció el Mandato de Palestina. Era un documento en el que se recordaba al Reino Unido de Gran Bretaña e Irlanda del Norte sus responsabilidades y obligaciones respecto a la administración de Palestina, incluyendo "asegurar el establecimiento de un hogar nacional judío", y "salvaguardar los derechos civiles y religiosos de todos los habitantes de Palestina".
El documento que definía las obligaciones británicas era una copia del texto de la Declaración Balfour sobre el establecimiento del hogar nacional judío:

El gobierno de Su Majestad ve con buenos ojos el establecimiento en Palestina de un hogar para los judíos, y utilizará sus mejores medios para facilitar la consecución de esta causa. Sin embargo, debe quedar claro que no debe hacerse nada que perjudique los derechos civiles y religiosos de las comunidades no judías existentes en Palestina, o que merme los derechos y el estatus político del que gozan los judíos en cualquier otro país.

Muchos artículos del documento especificaban acciones para apoyar la inmigración judía y un estatus político especial. Sin embargo, en el extenso y árido territorio al este del río Jordán, región por entonces denominada Transjordania, el Reino Unido pretendía 'posponer o cancelar' la aplicación de los artículos que trataban sobre el 'hogar nacional judío', de modo que los árabes de la región conservaran íntegra una parte de ese territorio. En la Conferencia de El Cairo de 1921, el hachemita Abd Allah ibn Husayn, que había sido desplazado del gobierno del Hiyaz (que fue entregado a la familia de los Saúd, junto al resto de Arabia), fue nombrado emir de Transjordania. En septiembre de 1922, el gobierno británico presentó un memorándum a la Sociedad de Naciones en el que establecía que Transjordania sería excluida de todos los acuerdos referentes al Estado judío, y este memorándum fue aprobado el 11 de septiembre. Partiendo de esta premisa, el Reino Unido administraría la parte oeste del Jordán como Palestina y la parte este como Transjordania. Técnicamente continuaba siendo un solo mandato, pero la mayoría de los documentos oficiales se referían a él como si fueran dos mandatos separados. Transjordania permaneció bajo mandato británico hasta 1946.
En 1923, el Reino Unido transfirió una parte de los Altos del Golán al Mandato francés de Siria, a cambio de la región de Metula.

## Oposición de los árabes palestinos a la inmigración judía
En la década de 1920, 100 000 inmigrantes judíos entraron en Palestina, así como 6000 no judíos. La inmigración judía estaba controlada por la Histadrut, la cual seleccionaba a los aspirantes en función de su credo político. La tierra comprada por la Agencia Judía era arrendada bajo la condición de que solo pudiera ser trabajada por judíos y de que ningún no judío pudiera arrendarla.
Inicialmente, la inmigración judía hacia Palestina apenas encontró oposición por parte de los árabes palestinos. Sin embargo, a finales del siglo XIX y principios del XX, a medida que el antisemitismo iba creciendo en Europa, la inmigración judía se incrementaba significativamente, de modo que la población árabe comenzó a recelar.
El gran muftí de Jerusalén, Amin al-Husayni, utilizó sus posiciones para dirigir campañas violentas tanto contra los judíos como las autoridades británicas; se opuso activamente al sionismo y las autoridades coloniales británicas le acusaron de dirigir los disturbios de Nabi Musa, ocurridos en abril de 1920 en Jerusalén y sus alrededores, donde murieron al menos diez personas y cientos resultaron heridas. En algunos casos, la adquisición de tierras a los terratenientes absentistas por parte de la Agencia Judía condujo al despido de los árabes palestinos, los cuales fueron reemplazados por los judíos de los kibutz. Cuando los judíos, que habían conocido siempre las leyes europeas, compraron las tierras, no se dieron cuenta de que los habitantes de la región poseían los árboles. Esto fue siempre una fuente de malentendidos y conflictos. El olivo es particularmente importante, ya que puede producir durante más de 1000 años.
El gobierno británico puso límites a la inmigración judía. Estas cuotas fueron muy polémicas, particularmente durante los últimos años del mandato británico. Ni a los árabes ni a los judíos les gustaba esta política por diferentes razones. En respuesta a los numerosos atentados árabes contra las comunidades judías, el 15 de junio de 1920 se creó el Haganá. La tensión se incrementó hasta desembocar en ocasiones en violentos disturbios, sobre todo en 1921, 1929 y en el período 1936-1939. En 1936, algunos grupos judíos como Irgún y Lehi llevaron a cabo sus propias campañas violentas contra objetivos árabes y británicos.

## Gran Revuelta Árabe
En 1937, la Comisión Peel propuso una partición del territorio entre zonas árabes y judías, propuesta que fue rechazada por ambas partes.
Entre 1936 y 1939, la región experimentó una gran insurgencia por parte de los árabes nacionalistas, que fue conocida como la "Gran Revuelta Árabe". La chispa que encendió este conflicto fue el fuerte incremento de la inmigración judía, principalmente causada por aquellos que huían de la persecución nazi en Alemania y la ola de antisemitismo de Europa del Este. La revuelta fue liderada por el Gran Muftí Amin al-Husayni y su familia. Los árabes sentían que estaban siendo marginados en su propia región, y por eso, además de protestas no violentas, llevaron a cabo acciones terroristas, asesinando a varios cientos de judíos. Los hombres de Husayni mataron más árabes que judíos, usando la revuelta como una excusa para enfrentarse a los clanes rivales. La organización judía Irgún contestó con su propia campaña de represalia, colocando bombas en mercados y en otros lugares que también causaron cientos de muertos. Finalmente, la revuelta fue aplastada por los británicos, usando medidas draconianas. En julio de 1937, la policía británica fue enviada a arrestar a al-Husseini por su participación en la rebelión árabe, por lo que huyó de la región, pasando por Líbano, Irak, Irán y finalmente Alemania en 1941.
El Reino Unido puso restricciones a la adquisición judía de las tierras que quedaban, contradiciendo así la cláusula del Mandato que dice "la administración de Palestina debe permitir y promocionar, en cooperación con la Agencia Judía, el asentamiento de los judíos en la región, incluyendo en las tierras del Estado y las que no se compraron con fines públicos". Una restricción similar en 1931 hubiese supuesto una violación del mandato concedido por la Sociedad de Naciones, pero en 1939 esta organización era ya papel mojado. De acuerdo con los israelíes, en 1939 los británicos habrían concedido 34 km² a los árabes y solo 16 km² a los judíos.

## Segunda Guerra Mundial

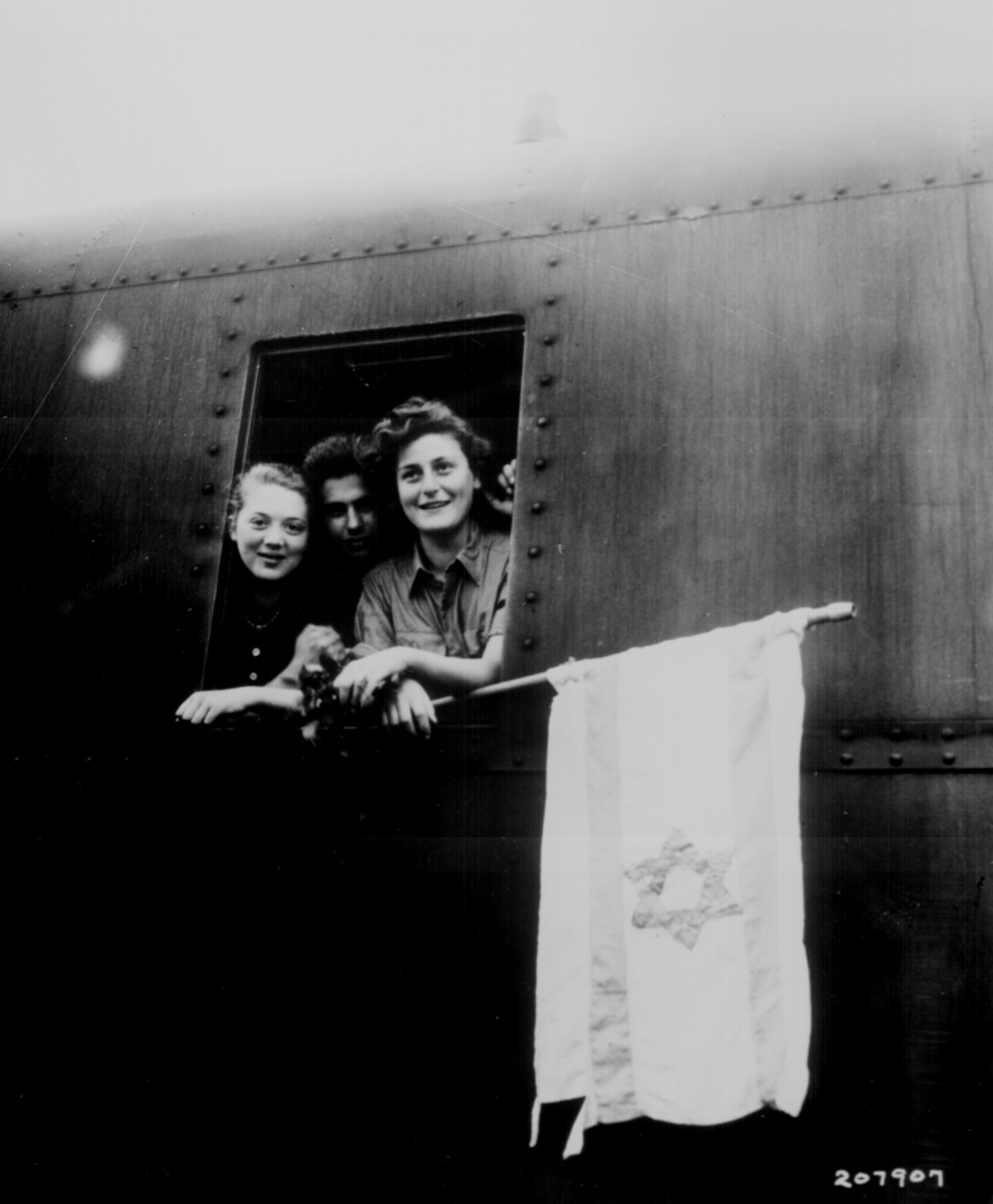
Niños judíos rescatados del campo de concentración de Buchenwald en 1945 siendo llevados a Palestina (parte de la cual es el actual Estado de Israel).

Al igual que en la mayoría del mundo árabe, no hubo unanimidad entre los árabes palestinos respecto a su posición en la Segunda Guerra Mundial. Algunos de ellos respaldaron al ejército británico, pero la mayoría vieron en las potencias del Eje una mayor garantía para que se les devolvieran lo que consideraban sus tierras, que estaban en manos de los británicos y los judíos. Algunos líderes árabes fueron más allá, especialmente cuando el Gran Muftí de Jerusalén, Amin al-Husayni (que por entonces había huido a Irak), optó por apoyar al gobierno alemán. Esto le llevó a establecerse durante un tiempo en Yugoslavia, ocupada por entonces por los nazis, reclutando musulmanes bosnios y albano-kosovares para las Waffen SS como voluntarios. Unos 20 000 musulmanes bosnios sirvieron en la 13.ª División de Montaña de las Waffen SS "Handzhar" y varios miles en la 23.ª División de Montaña "Kama". 
Aunque para la ideología nacionalsocialista la "raza" árabe era solo levemente superior a la judía, los alemanes recabaron todo el apoyo posible por parte de los árabes para debilitar y destruir la hegemonía británica en el mundo árabe. 
Entre los árabes que se opusieron a la persecución de los judíos destacaron algunos como Habib Bourguiba de Túnez, e intelectuales egipcios como Tawfiq al-Hakim y Abbas Mahmud al-Arkad. El Mandato reclutó soldados en Palestina. Unos 6000 árabes palestinos se unieron a las fuerzas británicas, además de 26 000 judíos; si bien la población de árabes era mayor, la cruzada contra el antisemitismo atrajo una mayoría judía de soldados.
A pesar de las severas restricciones británicas en lo referente a la inmigración judía, expresadas en el Libro Blanco, y en vistas de un mejor trato a futuro, la mayoría de los judíos palestinos colaboraron con el Reino Unido en su lucha contra la Alemania Nazi durante la guerra, y sus tres milicias principales (la Haganá, el Palmaj y el Irgún) se unieron al esfuerzo bélico británico para luchar contra las potencias del Eje en Europa y el Norte de África. Posteriormente los altos mandos de las fuerzas armadas británicas, con la cooperación de la Agencia Judía, aceptaron crear dentro de su ejército una unidad militar exclusivamente judía que sirviera bajo bandera británica, la Brigada Judía, que fue desplegada en Europa a principios de 1944.
En la Segunda Guerra Mundial, el Reino de Italia, que en 1940 había declarado la guerra al Reino Unido al lado de Alemania, lanzó varios ataques aéreos contra Palestina. En 1942 hubo un período de nerviosismo debido a que las fuerzas del general Erwin Rommel, el Afrika Korps, avanzaban hacia el este por el norte de África hacia el Canal de Suez y se temía que pudieran invadir Palestina.
Durante la guerra, los británicos prohibieron la entrada de los judíos en Palestina, dejándolos en campos de detención o deportándolos a lugares como Mauricio. Abraham Stern, líder del grupo armado judío Leji, junto con otros sionistas del mismo grupo, intentaron sin éxito convencer a los alemanes de que la inmigración a Palestina podría ser una "solución" para el "problema judío". Adolf Eichmann con su superior Herbert Hagen visitó Palestina en 1937. Allí se encontraron con Feival Polkes, un agente de la Haganá, con quien no pudieron llegar a un acuerdo. Polkes sugirió que se debería permitir que más judíos se fueran bajo los términos del Acuerdo Haavara, pero Hagen se negó, suponiendo que una fuerte presencia judía en Palestina podría conducir a la fundación de un Estado independiente, lo que sería contrario a la política del Reich.
En 1939 los activistas sionistas organizaron un intento de inmigración ilegal, conocido como Aliyá Beth, dirigido por "Hamossad Le'aliyah Bet", que rescató decenas de miles de judíos de la persecución nazi transportándolos por mar. Muchas de estas embarcaciones fueron interceptadas y otras hundidas, provocando grandes pérdidas humanas. La última embarcación con inmigrantes que intentó entrar en Palestina durante la guerra fue el barco Struma, que resultó torpedeado en el Mar Negro por un submarino soviético en febrero de 1942, gracias a los pactos de colaboración anglo-soviéticos. El barco fue hundido y en él murieron sus 800 pasajeros. La inmigración ilegal resurgió tras la Segunda Guerra Mundial.
Eliyahu Hakim y Eliyahu Bet Zuri, miembros del grupo armado judío y sionista Leji, asesinaron a Lord Moyne en El Cairo el 6 de noviembre de 1944 debido a que Moyne era el ministro británico para Oriente Medio y el principal responsable de impedir la inmigración judía a Palestina. Se dice que este asesinato cambió la postura del primer ministro británico Winston Churchill, poniéndolo en contra de la causa sionista. El hecho de que los británicos lucharan contra los insurrectos judíos por un lado, y contra los alemanes en el norte de África por otro lado, no ayudó a que mejoraran las relaciones entre británicos y judíos en la etapa más crítica de la guerra.
Los británicos consideraron más importante lograr el respaldo árabe, debido a sus intereses en el Reino de Egipto y otros países árabes, y especialmente para garantizar las buenas relaciones con Arabia Saudí, uno de los grandes productores de petróleo. Por consiguiente, se continuó con la política de prohibición de la inmigración.
Durante la guerra, los moderados del Haganá ayudaron a los británicos a detener a miembros del Leji y el Irgún cuando estos últimos dieron por finalizada la tregua con las autoridades mandatarias y Beguin proclamó la rebelión a principios de 1944. Consideraban que estos combatientes estaban dañando los esfuerzos bélicos contra los nazis.
Tras la guerra, 250 000 inmigrantes judíos fueron abandonados a su suerte en los campos de refugiados europeos. Pese a la presión de la opinión pública internacional, y en particular a las repetidas peticiones del presidente estadounidense Harry S. Truman y las recomendaciones del Comité Anglo-Americano de Peticiones, los británicos rechazaron revocar la prohibición de la inmigración y admitieron solo a 100 000 refugiados en Palestina. Entonces las fuerzas judías que operaban en la sombra se unieron y llevaron a cabo varios ataques de represalia contra los británicos. En 1946, el Irgún voló el Hotel Rey David de Jerusalén, el cuartel general de la administración británica, matando a 92 personas.
Viendo que la situación se les escapaba de las manos, los británicos anunciaron su deseo de finalizar el mandato y procedieron a su retirada en mayo de 1948.

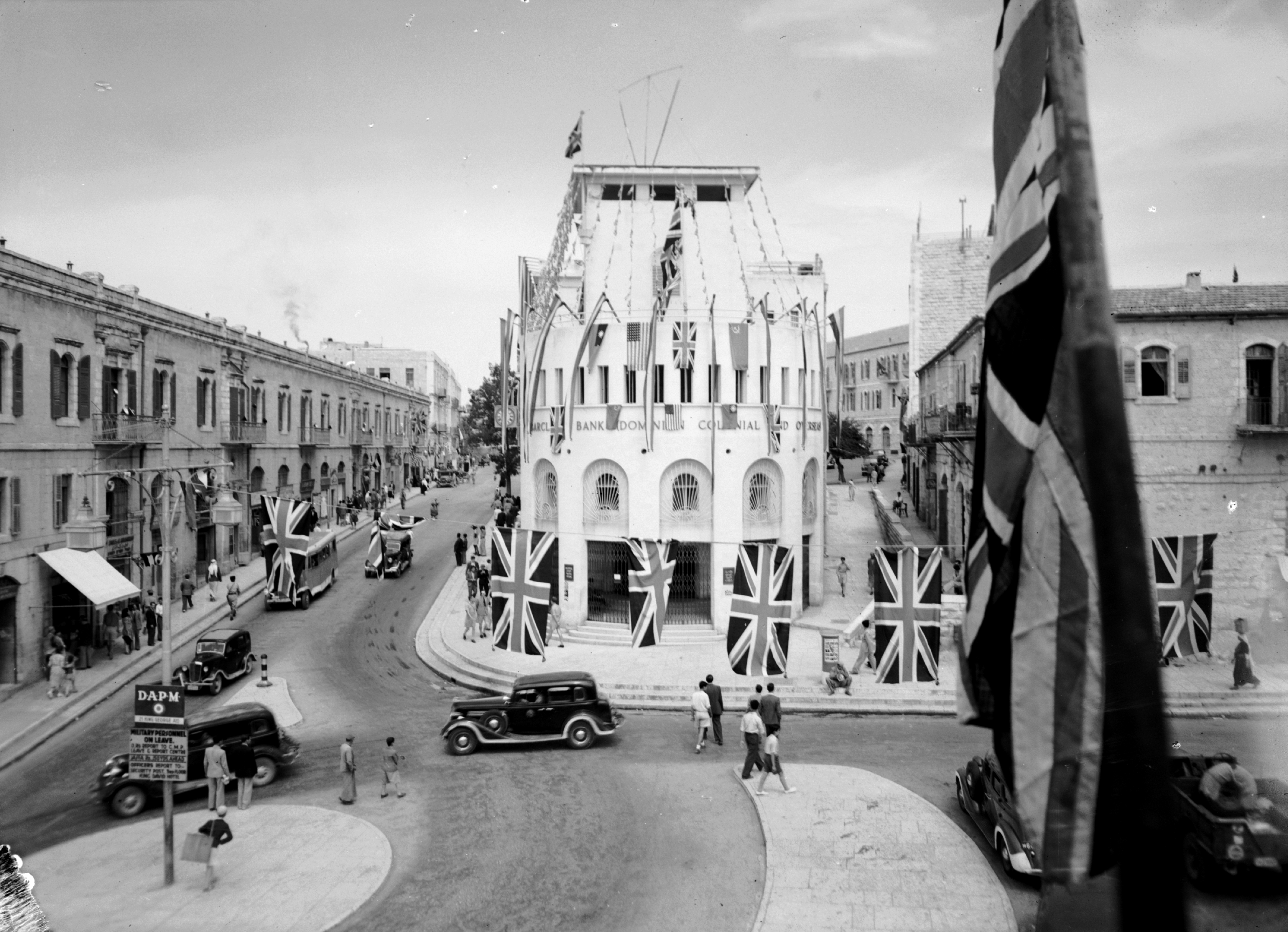
Conmemoración y festejos del Día de la Victoria sobre las potencias del Eje en Jerusalén, ocho de mayo de 1945

## División de Palestina por parte de Naciones Unidas
La ONU, sucesora de la Sociedad de Naciones, intentó resolver la disputa entre los árabes palestinos y los judíos. Creó el UNSCOP (Comité especial de las Naciones Unidas para Palestina), compuesto por representantes de varios estados. Ninguna de las grandes potencias estaba representada, para conseguir que el Comité fuera más neutral. El UNSCOP barajó dos propuestas. La primera sugería la creación de dos Estados independientes en la región, uno árabe y otro judío, dejando a Jerusalén bajo administración internacional. La segunda abogaba por la creación de un solo Estado federal en el que convivieran ambos pueblos. La mayoría del UNSCOP se decantó por la primera propuesta, si bien algunos miembros apoyaron la segunda propuesta, uno de ellos, (Australia), se negó a elegir una de las dos opciones. Finalmente se presentó la primera propuesta y la Asamblea General de la ONU aprobó por amplia mayoría las conclusiones de la UNSCOP, si bien se hicieron algunos ajustes a las fronteras entre los dos Estados propuestos. La división se haría efectiva el día que los británicos consumaran su retirada.
El plan de partición fue rechazado por el liderazgo árabe de Palestina y por la mayoría de la población árabe. Sin embargo, la mayoría de los judíos aceptaron el plan, en particular la Agencia Judía, que, en la práctica, era un Estado judío en formación. Muchas grabaciones muestran la satisfacción de los judíos palestinos cuanto asistían a la sesión de Naciones Unidas en la que se votaba el plan de división. Hasta hoy, los libros de historia israelíes mencionan el 29 de noviembre, la fecha de esta sesión, como la fecha más importante en el proceso de Independencia de Israel.
Sin embargo, algunos judíos rechazaron la propuesta. Menájem Beguin, líder del Irgún, anunció: "La partición del hogar judío es ilegal. Nunca será reconocida. La firma de las instituciones y los diplomáticos del plan de partición es inválida. No cegará a los judíos. Jerusalén fue y será nuestra capital. La Tierra de Israel será restaurada para la gente de Israel. Para todos. Y para siempre". Sus palabras fueron rechazadas por la mayor parte del naciente Estado de Israel. Por otro lado, los árabes palestinos afirmaron que estas palabras eran propaganda para Occidente, y que reflejaban fielmente las intenciones reales de los fundadores del Estado de Israel.
Un día antes de la retirada británica, para respetar el sabbath, el Gobierno Provisional Judío declaró la formación del Estado de Israel y garantizó los derechos civiles para todos los habitantes de su territorio, fueran ellos árabes o judíos. La declaración decía:

Llamamos a los árabes que viven en el Estado de Israel para que preserven la paz y participen en la construcción del Estado, siendo reconocidos como ciudadanos de pleno derecho, con opción a ser representados en todas las instituciones provisionales y permanentes.

De este modo, todos los habitantes que quedaron dentro del recién formado Estado de Israel, ya fuesen judíos o árabes, recibieron la ciudadanía israelí.
Los árabes consideraron que la frase que mejor definía la intención de los fundadores de Israel era la pronunciada por Chaim Weizmann:

Nuestra intención es establecer una sociedad para que Palestina sea tan judía como Inglaterra es inglesa o América es americana.

De acuerdo con las palabras pronunciadas por Moshé Sharet (perteneciente a la Agencia Judía) el 17 de octubre de 1947, "los judíos han intentado, como mucho, adquirir menos del 7 % del territorio de Palestina." De acuerdo con las estadísticas británicas, del territorio que se convirtió en Israel (aproximadamente un 78 % del Mandato británico), los judíos poseían solo un 9 %. Los árabes que se convirtieron en ciudadanos de Israel poseían otro 3 %, un 18 % era de los árabes que abandonaron la zona, y el gobierno poseía más del 70 %.
El 14 de mayo de 1948, un día antes de la retirada británica de Palestina, se proclamó la creación del Estado judío que se llamaría Estado de Israel. El 15 de mayo del mismo año, cinco ejércitos regulares de los países árabes vecinos (Transjordania, Egipto, Siria, Líbano e Irak) invadieron al recién creado Estado de Israel para destruirlo iniciándose de esta manera la guerra árabe-israelí de 1948, sin embargo, luego de varias batallas y dos treguas, fueron derrotados por las fuerzas israelíes.
En 1949 se firmaron en la isla de Rodas una serie de armisticios entre Israel y los países árabes (basados en las victorias militares del novel Estado judío) que fueron reconocidos por la comunidad internacional y la misma ONU. El armisticio determinaba que un 78 % del territorio del viejo Mandato británico de Palestina quedaba en manos de Israel, y pasaba a formar parte integral del territorio israelí y sus fronteras definitivas, mientras que el 22 % del territorio restante (la Franja de Gaza, Cisjordania y Jerusalén Este) quedarían en manos del Reino de Egipto y Jordania. En los años posteriores las fronteras se irían modificando durante las sucesivas guerras árabe-israelíes.

## Población del Mandato británico de Palestina

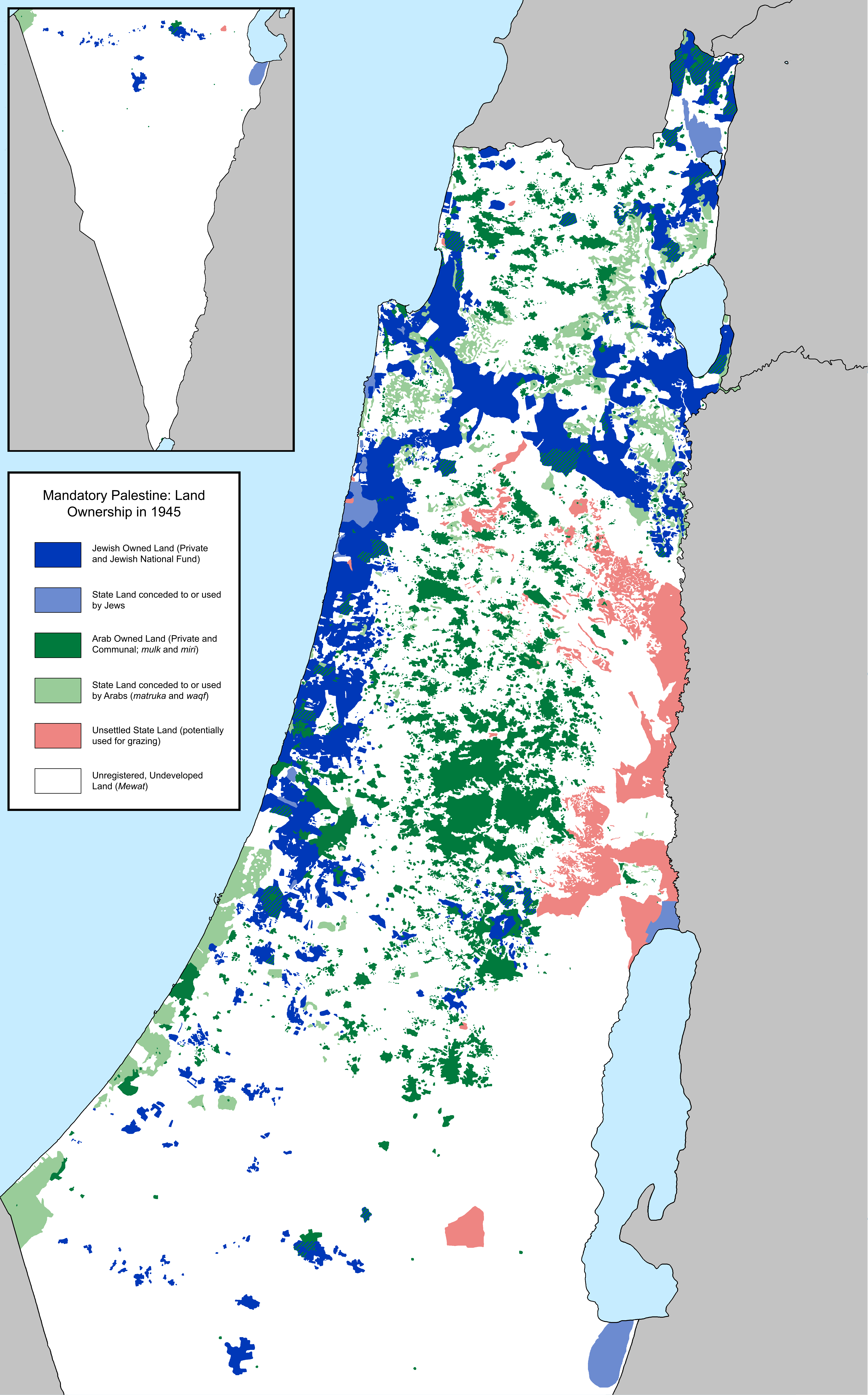
Propiedad de la tierra en la Palestina del Mandato Británico en 1945

El 23 de octubre de 1922, los británicos elaboraron el primer censo de la región, que se refiere a ambos lados del río Jordán. Dicho censo arrojó una cifra total de 757 182 habitantes, de los que 590 890 (78,03 % del total) eran musulmanes suníes, 83 694 (11,06 %) eran judíos, 73 024 (9,64 %) eran cristianos, 7028 (0,92 %) eran drusos, 163 (0,02 %) eran samaritanos, 265 (0,03 %) eran bahaíes, 156 (0,02 %) eran musulmanes chiíes, 1454 (0,19 %) eran hindúes y 808 (0,05 %) eran sijs (la presencia de estos dos últimos grupos religiosos estaba relacionada con la propia presencia del ejército británico en la zona). La mayor parte de las poblaciones judía y cristiana se concentraban en el Distrito de Jerusalén-Jaffa.
Según el informe Hope Simpson de octubre de 1930, la estimación de la población palestina, basada en este censo, era de 486 177 musulmanes, 83 790 judíos, 71 464 cristianos y 7617 de otras religiones, con un total de 649 048 habitantes. Tras el segundo censo de 1931, la población había aumentado hasta los 1 035 821 habitantes, de los cuales 759 712 eran musulmanes, 174 610 judíos, 91 398 cristianos y 9148 drusos, 350 bahaíes, 182 samaritanos y 421 calificados como "sin religión". No hubo más censos, pero las estadísticas se conservaron registrando los nacimientos, las defunciones y la inmigración. Algunos datos como la inmigración ilegal solo se puede calcular de forma aproximada. En 1945, el estudio demográfico mostraba que la población era ya de 1 764 520 habitantes, comprendiendo 1 061 270 musulmanes, 553 600 judíos, 135 550 cristianos y 14 100 de otras religiones.
| Año  | Total     | Musulmanes       | Judíos         | Cristianos    | Otros        |
| ---- | --------- | ---------------- | -------------- | ------------- | ------------ |
| 1922 | 649 048   | 486 177 (75 %)   | 83 790 (13 %)  | 71 464 (11 %) | 7617 (1 %)   |
| 1931 | 1 035 821 | 759 712 (74 %)   | 174 610 (17 %) | 91 398 (9 %)  | 10 101 (1 %) |
| 1945 | 1 764 520 | 1 061 270 (60 %) | 553 600 (31 %) | 135 550 (8 %) | 14 100 (1 %) |

## Organización territorial
Había 18 subdistritos durante el Mandato británico de Palestina.
- Acre
- Baisan
- Beersheba
- Belén
- Gaza
- Haifa
- Jaffa
- Hebrón
- Yenín
- Jericó
- Jerusalén
- Nablus
- Nazareth
- Ramallah
- Ramle
- Safad
- Tiberias
- Tulkarem